# Yu Igarashi
Yu Igarashi (japanisch 五十嵐 優; * 15. Mai 1995 in der Präfektur Yamagata) ist ein japanischer Badmintonspieler.

## Karriere
Igarashi machte erstmals international auf sich aufmerksam, als er 2013 mit dem japanischen Nachwuchsteam bei den Juniorenasienmeisterschaften unter die besten drei kam. 2017 erspielte der Japaner bei der Sommer-Universiade im Herreneinzel die Bronzemedaille und wurde mit dem Nationalteam Zweiter. Bei den Dutch Open und den Finnish Open erreichte er das Endspiel.  Darüber hinaus triumphierte Igarashi mit seinen Siegen bei den Osaka International und den Spanish International zum ersten Mal bei internationalen Wettkämpfen. Beim Sudirman Cup in Gold Coast stand er mit der Japanischen Nationalmannschaft auf dem Podium. Im folgenden Jahr verteidigte Igarashi seinen Titel bei den Osaka International und gewann auch die South Australia International. 2019 zog er bei den Akita Masters erstmals bei einem Wettkampf der BWF World Tour ins Finale ein, in dem er gegen den Indonesier Firman Abdul Kholik unterlag.

## Sportliche Erfolge
| Jahr | Veranstaltung                          | Platz | Disziplin    |
| ---- | -------------------------------------- | ----- | ------------ |
| 2013 | Juniorenasienmeisterschaft 2013        | 3.    | Mannschaft   |
| 2016 | Japanische Studentenmeisterschaft 2016 | 1.    | Herreneinzel |
| 2017 | Sommer-Universiade 2017                | 3.    | Herreneinzel |
| 2017 | Sommer-Universiade 2017                | 2.    | Mannschaft   |
| 2017 | Sudirman Cup 2017                      | 3.    | Mannschaft   |
| 2017 | Dutch Open 2017                        | 2.    | Herreneinzel |
| 2017 | Finnish Open 2017                      | 2.    | Herreneinzel |
| 2017 | Osaka International 2017               | 1.    | Herreneinzel |
| 2017 | Spanish International 2017             | 1.    | Herreneinzel |
| 2018 | Osaka International 2018               | 1.    | Herreneinzel |
| 2018 | South Australia International 2018     | 1.    | Herreneinzel |
| 2019 | Akita Masters 2019                     | 2.    | Herreneinzel |